# 괴산 외사리 승탑
괴산 외사리 승탑(槐山 外沙里 僧塔)은 고려시대의 승탑이다. 본래 현재의 대한민국 충청북도 괴산군 칠성면 외사리의 산기슭에 있었으나, 1930년대 말 일본으로 반출되기 위해 인천항에서 선적되기 직전 간송 전형필이 구입하여 되찾아와 지금의 간송미술관 자리인 보화각으로 옮겨 세웠다. 그러나 1950년에 일어난 한국전쟁 때 파손되어 각 부재가 흩어진 것을 1964년 2월 복원하여 오늘에까지 이른다. 1974년 10월 2일 대한민국의 보물 제579호로 지정되었다.

## 개요
외사리 마을의 산기슭에 있었던 탑으로, 일제시대에 일본인에 의하여 해외로 반출될 뻔 하였던 것을 간송미술관에 옮겨 세워 놓았다. 한국전쟁 때 탑이 무너져 각 부분이 흩어졌으나, 1964년 다시 세워 원래의 모습을 되찾게 된 것으로, 기단(基壇)과 탑신(塔身)의 각 부분이 8각으로 이루어진 일반적인 모습이다. 기단은 아래받침돌이 상·하 2돌인데, 아래에는 안상(眼象)을 새기고, 위에는 연꽃무늬를 돌린 후 8각마다 꽃조각을 돌출시켰다. 가운데받침돌은 아래에 구름모양을 돋을새김하였고, 그 위는 각 면이 위는 좁고 아래는 넓은 배흘림을 하고 있어 특이하다. 탑신은 몸돌이 가운데받침처럼 배흘림을 하고 있고, 남북면에는 문짝모양의 조각이 있는데, 그 안에 자물쇠가 돋을새김되어 있다. 지붕돌은 처마가 높아졌고, 각 귀퉁이마다 지나치게 커보이는 꽃장식이 솟아있다. 꼭대기에는 중간에 두 줄의 선을 돌린 둥근돌 위에 이와 비슷한 모양의 장식이 두 개 더 얹혀져 머리장식을 하고 있다. 웅장한 모습이나 각 부에 새긴 조각의 양식으로 보아 고려 중기 이전의 작품으로 짐작된다.

## 참고 문헌
- 괴산 외사리 승탑 - 국가유산청 국가유산포털
- 본 문서에는 서울특별시에서 지식공유 프로젝트를 통해 퍼블릭 도메인으로 공개한 저작물을 기초로 작성된 내용이 포함되어 있습니다.